# Phylomictis
Phylomictis é um gênero de traça pertencente à família Agonoxenidae.